# EBI3
EBI3‏ (Epstein-Barr virus induced 3) هوَ بروتين يُشَفر بواسطة جين EBI3 في الإنسان.